# I Miss the Hip Hop Shop
I Miss The Hip Hop Shop – trzeci album rapera Proofa. Został wydany w 2004 roku przez wytwórnię Iron Fist.

## Lista utworów
1. "Intro"
2. "E and 1 Equal None"
3. "Yzark"
4. "Derty Harry"
5. "People Hi for Change"
6. "Neil Armstrong"
7. "Broken" (featuring Journalist, MU)
8. "Shake Dat Donkey"
9. "Runnin' Yo! Mouth" (featuring T-Flame, Fatt Father)
10. "Dolo Speaks 2 'How a True Freak Suppose to Get Fucked and Bust Up' (Skit)"
11. "Know Ya! Name" (featuring 1st Born)
12. "Play with Myself"
13. "You Know How 2" (featuring Famous)
14. "It Ain’t About Tha"
15. "Cross tha' Line"
16. "Bring It 2 Me (featuring Killa Khan)
17. "Ja in a Bra'"
18. "Nowhere Fast" (featuring Dogmatic)
19. "Love Letters"